# Otovci
Otovci (Hongaars: Ottóháza, Prekmurees: Otouvci, Duits: Ottofzen, of Ottendorf) is een plaats in Slovenië en maakt deel uit van de gemeente Puconci in de NUTS-3-regio Pomurska. De plaats telde 208 inwoners op 1 januari 2020.